# West Jefferson (Alabama)
West Jefferson es un pueblo ubicado en el condado de Jefferson en el estado estadounidense de Alabama. En el censo de 2000, su población era de 344.

## Demografía
En el 2000 la renta per cápita promedia del hogar era de $47,813, y el ingreso promedio para una familia era de $53,750. El ingreso per cápita para la localidad era de $19,256. Los hombres tenían un ingreso per cápita de $36,406 contra $30,000 para las mujeres.

## Geografía
Según la Oficina del Censo de los EE. UU., la ciudad tiene un área total de 0.72 millas cuadradas (1.85 km²).